# Amadeus V van Savoye
Amadeus V van Savoye bijgenaamd de Grote (Le Bourget-du-Lac, 4 september 1249 — Avignon, 16 oktober 1323) was van 1285 tot aan zijn dood graaf van Savoye. Hij behoorde tot het Huis Savoye.

## Levensloop
Amadeus V was de zoon van Thomas van Savoye en diens tweede echtgenote Beatrice, een telg uit de adellijke familie Fieschi uit Genua. Hij huwde op 5 juli 1272 met Sibylle van Bâgé en kwam via haar in het bezit van de provincie Bresse. In 1285 volgde hij zijn oom Filips I op als graaf van Savoye.
Een van de eerste politieke handelingen van Amadeus was het indammen van de ambities van zijn broer Lodewijk en zijn neef Filips I. Om dat te doen, schonk hij hen beduidende delen van het graafschap Savoye: Lodewijk kreeg Vaud, terwijl Filips de steden Turijn en Pinerolo in Piëmont alsook de gebieden tussen de rivieren Po en Dora Riparia kreeg toegewezen.
Amadeus V verzekerde zichzelf de gebieden van de graven van Genève door op 1 oktober 1285 een verdrag met de bisschop van Genève te sluiten en zichzelf tot beschermheer van Genève te laten verklaren. In het verdrag van Annemasse van 1287 erkenden de graaf van Genève en de dauphin van Viennois het leenheerschap van Savoye. In 1301 onderhandelde Amadeus met de bisschop van Sion om de strijd met het kanton Wallis te beëindigen.
Amadeus ondersteunde vaak de steden in Romandië, die weerstand boden aan Rooms-Duits koning Rudolf I van Habsburg. Hij was tevens een bondgenoot van koning Filips IV van Frankrijk en begeleidde hem in 1304 bij de succesvolle veldtocht in Vlaanderen. Als dank hiervoor kreeg Amadeus het graafschap Maulévrier in Normandië toegewezen. 
Omdat Savoye deel uitmaakte van het Heilige Roomse Rijk, zocht hij na de dood van Rooms-Duits koning Albrecht I van Habsburg in 1308 toenadering bij de nieuwe Rooms-Duitse koning Hendrik VII van Luxemburg, die een schoonbroer van Amadeus was. Toen koning Filips IV van Frankrijk in 1310 de stad Lyon bezette, koos Amadeus partij voor Hendrik VII. Amadeus V kwam dus niet zijn neef, Pierre de Savoie aartsbisschop van Lyon, militair ter hulp. Door het Verdrag van Vienne (1312) verloor Savoye zijn invloed in Lyon en betekende dit een einde aan de expansie naar het westen richting Frankrijk. 
Amadeus V begeleidde Hendrik VII bij diens reizen naar Italië. Hiervoor kreeg hij als dank in 1313 de titel van rijksgraaf en ontving hij in leen de steden Asti en Ivrea. Amadeus stierf in oktober 1323 op 74-jarige leeftijd.

## Huwelijken en kinderen
Uit zijn eerste huwelijk met Sibylle van Bâgé werden acht kinderen geboren:
- Eduard (1273-1329), graaf van Savoye
- Bonne, huwde eerst met dauphin Jan I van Viennois en daarna met Hugo van Bourgondië, heer van Montbauson
- Jan, jong gestorven
- Beatrix, jong gestorven
- Eleonora (overleden na 1317), huwde in 1292 met graaf Willem van Chalon-Auxerre, vervolgens met Dreux IV van Mello en daarna met graaf Jan I van Forez.
- Margaretha (overleden in 1349), huwde in 1296 met markgraaf Johan I van Monferrato
- Agnes (overleden in 1322), huwde met graaf Willem III van Genève
- Aymon (1291-1343), graaf van Savoye

In 1297 huwde Amadeus met zijn tweede echtgenote Maria, dochter van hertog Jan I van Brabant. Ze kregen vier kinderen:
- Maria (1298-1334), in 1309 gehuwd met Hugo van La Tour du Pin (-1329), baron van Faucigny
- Catharina (1304-1336), in 1315 gehuwd met hertog Leopold I van Oostenrijk (1290-1326)
- Anna (1306-1365), in 1326 gehuwd met Andronikos III Palaiologos (1295-1341)
- Beatrix (1310-1331), in 1328 gehuwd met hertog Hendrik van Karinthië (1265-1335).

## Voorouders
| Voorouders van Amadeus V van Savoye (1249-1323) | Voorouders van Amadeus V van Savoye (1249-1323)                  | Voorouders van Amadeus V van Savoye (1249-1323)                  | Voorouders van Amadeus V van Savoye (1249-1323)                  | Voorouders van Amadeus V van Savoye (1249-1323)                  | Voorouders van Amadeus V van Savoye (1249-1323)         | Voorouders van Amadeus V van Savoye (1249-1323)         | Voorouders van Amadeus V van Savoye (1249-1323)         | Voorouders van Amadeus V van Savoye (1249-1323)         |
| ----------------------------------------------- | ---------------------------------------------------------------- | ---------------------------------------------------------------- | ---------------------------------------------------------------- | ---------------------------------------------------------------- | ------------------------------------------------------- | ------------------------------------------------------- | ------------------------------------------------------- | ------------------------------------------------------- |
| Overgrootouders                                 | Humbert III van Savoye (1136-1188) ∞ Beatrix van Mâcon (-)       | Humbert III van Savoye (1136-1188) ∞ Beatrix van Mâcon (-)       | Willem I van Genève (1132-1195) ∞ Agnes van Savoye (1125–1172)   | Willem I van Genève (1132-1195) ∞ Agnes van Savoye (1125–1172)   | ? (–) ∞ ? (–)                                           | ? (–) ∞ ? (–)                                           | ? (–) ∞ ? (–)                                           | ? (–) ∞ ? (–)                                           |
| Grootouders                                     | Thomas I van Savoye (1180-1233) ∞ Beatrix van Genève (1180-1252) | Thomas I van Savoye (1180-1233) ∞ Beatrix van Genève (1180-1252) | Thomas I van Savoye (1180-1233) ∞ Beatrix van Genève (1180-1252) | Thomas I van Savoye (1180-1233) ∞ Beatrix van Genève (1180-1252) | Theobald van Lavagna (–) ∞ ? (–)                        | Theobald van Lavagna (–) ∞ ? (–)                        | Theobald van Lavagna (–) ∞ ? (–)                        | Theobald van Lavagna (–) ∞ ? (–)                        |
| Ouders                                          | Thomas van Savoye (1199-1259) ∞ Beatrix Fieschi (-1283)          | Thomas van Savoye (1199-1259) ∞ Beatrix Fieschi (-1283)          | Thomas van Savoye (1199-1259) ∞ Beatrix Fieschi (-1283)          | Thomas van Savoye (1199-1259) ∞ Beatrix Fieschi (-1283)          | Thomas van Savoye (1199-1259) ∞ Beatrix Fieschi (-1283) | Thomas van Savoye (1199-1259) ∞ Beatrix Fieschi (-1283) | Thomas van Savoye (1199-1259) ∞ Beatrix Fieschi (-1283) | Thomas van Savoye (1199-1259) ∞ Beatrix Fieschi (-1283) |